# Archidium ecklonii
Archidium ecklonii là một loài rêu trong họ Archidiaceae. Loài này được Hampe ex Mitt. mô tả khoa học đầu tiên năm 1886.